# (393) Lampetia
(393) Lampetia es un asteroide perteneciente al cinturón de asteroides descubierto el 4 de noviembre de 1894 por Maximilian Franz Wolf desde el observatorio de Heidelberg-Königstuhl, Alemania.
Está nombrado por Lampetia, un personaje de la mitología griega.